# Harvey Sims
Harvey James Sims, född 25 december 1871 i Waterloo, Ontario, död 8 juni 1945 i Kitchener, Ontario, var en kanadensisk curlingspelare. Han var skipper i det lag som kom delad tvåa i uppvisningsgrenen curling i de olympiska vinterspelen 1932 i Lake Placid.